# Androsace hazarica
Androsace hazarica är en viveväxtart som beskrevs av Ralph Randles Stewart och Y. Nasir. Androsace hazarica ingår i släktet grusvivor, och familjen viveväxter. Inga underarter finns listade i Catalogue of Life.